# Srocko Wielkie
Srocko Wielkie – wieś w Polsce położona w województwie wielkopolskim, w powiecie kościańskim, w gminie Czempiń.

## Historia
Miejscowość pierwotnie była związana z Wielkopolską. Istnieje co najmniej od początku XIV wieku i ma średniowieczną metrykę. Po raz pierwszy w źródłach historycznych odnotowana została w łacińskim dokumencie z 1305 (wg zachowanej kopii z XV wieku) jako "Sroczsco", 1381 "Srodsko Magnum", 1386 "ambe hereditates Sroczsko", 1388 "Sroczko Magna", 1392 "Sroczszko", 1394 "Srzoczsko", 1395 "Magnum Sroczsko", 1400 (wg zachowanej kopii z 1510) "Welge Sroczsko", 1411 (wg kopii z 1639) "Maior Sroczsko", 1415 "Velike Sroczsko", 1430 "Syroczsko", 1438 (wg zachowanej kopii z 1462) "Maior Szyroczsky", 1440 "Maior Srzodsko", 1491 "Sroczko".
Wieś początkowo była własnością szlachecką, a przejściowo także królewszczyzną czyli własnością królewską, oraz miejską - należącą do miasta Kościan. W 1443 leżała w powiecie kościańskim województwa poznańskiego w Koronie Królestwa Polskiego. W 1530 wieś odnotowana została w parafii Głuchowo.
Pierwszy zapis związany z miejscowością pochodzi ze źródeł kościelnych. W 1305 biskup poznański Andrzej Zaremba nadał dziekanii poznańskiej dziesięciny ze wsi Srocko Wielkie należące wówczas do Jaśka syna Wincentego. W 1381 król Polski Ludwik Węgierski zaświadczył, że przedstawiono mu dokument starosty generalnego Wielkopolski Przecława z Gułtów, który był starostą w latach 1369-1371. Z dokumentu tego wynikało, że Przybysław z Ptaszkowa oraz jego żona Tomisława zastawili należącą do niej wieś Srocko Wielkie Żydowi Muszkowi z Poznania za 80 grzywien. Z powodu występków żony Przybysława dobra te jednak zajął w imieniu króla starosta Domarat z Pierzchna, Iwna i Międzychodu. Król postanowił, że Żyd Muszko miał posiadać wieś tak długo, aż król lub starosta nie spłacą mu długu w wysokości 80 grzywien. W 1386 Tomisława wdowa po kasztelanie moderskim Przybysławie z Ptaszkowa, dziedziczka w obu wsiach Srocko, toczyła proces z Żydem Ostroszem z Poznania o listy dłużne na 12 grzywien oraz na 5 grzywien wraz z odsetkami za 7 lat. W 1388 Tomisława z drugim mężem Tarchałą ze Srocka Wielkiego toczyła proces ze Szczepanem Sirpem ze Śliwna oraz z kmieciami z Głuchowa o 14 grzywien za szkody. W 1388 Tomisława dziedziczka z obu wsi Srocko toczyła proces z Żydówką Bieniaszową. W 1388 toczyła ona kolejny proces z kasztelanem gnieźnieńskim Sędziwojem Świdwą z Szamotuł  proces w sprawie Srocka Wielkiego i Srocka Małego. Sędziwój poręczył za nią wobec Mikołaja Dobieszewskiego, że zrezygnuje mu ona z dziedziny Srocko niezależnie od tego, czy będzie miała dzieci czy nie.
W 1388 odnotowano właściciela we wsi Mikołaja Dobieszewskiego, którzy od nazwy wsi Dobieszewo w powiecie kcyńskim przyjął odmiejscowe nazwisko. W 1395 Mikołaj z Dobieszewa z bratankiem Wincentym toczyli proces z Wawrzyńcem z Będlewa o rozgraniczenie Srocka Wielkiego z Bieczynami. W 1396 Wincenty oraz Mikołaj ze Srocka Wielkiego toczyli proces z Piotrem z Piotrowa. W 1396 właścicielami we wsi byli Mikołaj Dobieszewski z synem Wincentym. W 1399 Mikołaj dowodził przed sądem ziemskim w Gnieźnie, że nie ukradł koni Jędrzejowi.
W 1392 Bieniaszek ze Srocka Wielkiego wraz z Sędziwojem Uzarzewskim pozwali Dobiesława Kwileckiego o zagarnięcie siłą kmieci z ich dziedziny. W 1394 Bieniak ze Srocka Wielkiego toczył proces z kmieciami z Siernik o 40 grzywien. W tym samym czasie z kmieciami z Siernik procesowali się też sołtysi ze Srocka Wielkiego.
W 1400 król polski Władysław II Jagiełło zatwierdził miastu Kościan prawa do posiadania wsi Nacław, Czarnkowa oraz Srocka Wielkiego. W 1405 władze miasta Kościana toczyły procesy z Dobrogostem z Bieczyna o to, że zajął dobra ich sołtysa w Srocku Wielkim. W 1406 władze miasta Kościana zapowiedziały przed sądem ziemskim lasy, łąki, pastwiska i drogi boczne w swej dziedzinie Srocko Wielkie.
W 1415 Przybysław Gryżyński toczył proces z Dobroszką żoną Mroczka z Łopuchowa, siostrą Borka z Grodziska. Sąd przyznał jej prawo wykupienia dóbr Grodzisk, Przybysława zaś utrzymał w posiadaniu wsi Srocko Wielkie, Krzon oraz Kurowo, zgodnie z dokumentami ich nabycia. Wynika z tego, że Przybysław nabył od Borka z Grodziska dobra grodziskie wraz ze Srockiem Wielkim, a Dobroszka zakwestionowała tę transakcję jako bliska krewna sprzedającego i uzyskała jej uchylenie, ale Przybysławowi pozostawiono część nabytku.
W 1420 Mikołaj Będlewski z Będlewa syn Wawrzyńca posiadał Srocko Wielkie. W 1421 woźny sądu ziemskiego wywołał dokument nabycia Srocka Wielkiego przez tego Mikołaja, a nikt nie zgłosił roszczeń z tytułu prawa bliższości. W 1422 Mikołaj zapowiedział drogi boczne, łąki, pastwiska i lasy w Bieczynach, Siernikach, Srocku Wielkim, Zadorach, Chroślinie, Strykowie i Sapowicach. W 1425 jego bracia Sędziwój i Jan nabyli Srocko Małe. W 1436 szlachcic Szymon Scheibel (oryg. zapis "Schyppel") ze Srocka Wielkiego toczył proces ze Świętosławem Iłowieckim herbu Ostoja; zastąpił go w sądzie Jarosław Zadorski. W 1438 Wawrzyniec, Tomasz, Piotr i Jan z Bieczyn synowie Mikołaja Będlewskiego zapisali jedną grzywnę czynszu ze Srocka Wielkiego dla nowo fundowanej altarii w kościele w Łodzi.
Miejscowość odnotowały również historyczne rejestry podatkowe. W 1530 miał miejsce pobór podatków od 4 łanów. W 1563 pobrano z części należącej do Stanisława Bieczyńskiego od 4,5 łana oraz z karczmy. Z części należącej do Zadorskiego pobrano podatki od 4 i 3/4 łana oraz od  karczmy i wiatraka. W 1564 część wsi należąca do Jana Zadorskiego miała 5,5 łana. W 1581 pobrano podatki z części Piotra Bieczyńskiego od 5 łanów, a z części Jana Zadorskiego od 4 łanów, 4 zagrodników, dwóch komorników, od jednego rataja - najemnego pracownika od pługa oraz od wiatraka dorocznego.
Wieś szlachecka Sroczko maior położona była w 1581 roku w powiecie kościańskim województwa poznańskiego w Rzeczypospolitej Obojga Narodów. Wskutek II rozbioru Polski w 1793, miejscowość przeszła pod władanie Prus i jak cała Wielkopolska znalazła się w zaborze pruskim.
W okresie Wielkiego Księstwa Poznańskiego (1815-1848) miejscowość wzmiankowana jako Srocko Wielkie należała do wsi większych w ówczesnym pruskim powiecie Kosten rejencji poznańskiej. Srocko Wielkie należało do okręgu czempińskiego tego powiatu i stanowiło – wraz ze wsią Bieczyn – odrębny majątek, którego właścicielem był wówczas (1846) Kwilecki. Według spisu urzędowego z 1837 roku Srocko Wielkie liczyło 256 mieszkańców, którzy zamieszkiwali 25 dymów (domostw).
W latach 1975–1998 miejscowość administracyjnie należała do województwa poznańskiego.